# Бо-Мюнье, Аделин
Аделин Бо-Мюнье (фр. Adeline Baud-Mugnier; род. 28 сентября 1992, Эвьян-ле-Бен Франция) — французская горнолыжница, чемпионка мира 2017 года в командных соревнованиях. Специализируется в слаломных дисциплинах. Участница зимних Олимпийских игр 2014 года в Сочи и 2018 года в Пхёнчхане.

## Биография и спортивная карьера
Аделин родилась в курортном городке Эвьян-ле-Бен. В гонках организованных международной федерацией лыжного спорта впервые приняла участие в сезоне 2007/2008 годов после достижения необходимого возрастного ценза. Участница Европейского юношеского олимпийского фестиваля в феврале 2009 года, где стала обладательницей серебряной медали в гигантском слаломе.
На протяжении последующих четырёх сезонов французская спортсменка постоянно принимала участие в чемпионатах мира среди юниоров. В 2012 году она выиграла бронзовую медаль в гигантском слаломе в Роккаразо, 2013 году бронзовую медаль в слаломе.
С сезона 2009/2010 годов Бо-Мюнье постоянно принимает участие в соревнованиях на Кубок Европы. После нескольких попаданий в топ-10 в сезоне 2010/2011 года, она в следующем сезоне заняла итоговое 3-е место в общем зачёте Кубка Европы.
В Кубке мира Бо-Мюнье дебютировала 23 октября 2010 года в гигантском слаломе, а с сезона 2012/2013 годов стал принимать участие и в слаломе. Первые очки на этапах Кубка мира она заработала 16 декабря 2012 года, когда финишировала 27-й в гигантском слаломе в Куршевеле — это была её девятый старт в Кубке мира.
На чемпионате мира среди юниоров 2013 года она выиграла две бронзовые медали в слаломе и в комбинации. Её лучшим результатом на этапах Кубка мира считается 9-е место в гигантском слаломе 28 декабря 2014 года.
На зимних Олимпийских играх в Сочи, француженка приняла участие в соревнованиях в гигантском слаломе и заняла итоговое 22-е место.
На чемпионате мира 2017 года в швейцарском Санкт-Морице, Аделин выступила в гигантском слаломе, где стала 14-й, а в командных соревнованиях в составе сборной Франции она стала чемпионкой мира.
На зимних Олимпийских играх в Южной Корее, Бо-Мюнье приняла участие в соревнованиях в гигантском слаломе и заняла итоговое 20-е место, а также помогла сборной Франции в командных спусках занять итоговое 4-е место.
Последние старты горнолыжницы на крупных международных соревнованиях состоялись в декабре 2018 года.

## Выступления на крупнейших соревнованиях

### Зимние Олимпийские игры
| Олимпийские игры | Скоростной спуск | Супергигант | Гигантский слалом | Слалом | Комбинация | Команды |
| ---------------- | ---------------- | ----------- | ----------------- | ------ | ---------- | ------- |
| 2014 Сочи        | —                | —           | 22                | —      | —          | —       |
| 2018 Пхёнчхан    | —                | —           | 20                | —      | —          | 4       |

### Чемпионаты мира
| Чемпионат мира   | Скоростной спуск | Супергигант | Гигантский слалом | Слалом | Комбинация | Команды | Паралл. гигантский слалом |
| ---------------- | ---------------- | ----------- | ----------------- | ------ | ---------- | ------- | ------------------------- |
| 2017 Санкт-Мориц | —                | —           | 14                | —      | —          | 1       | —                         |